# Clermont-Créans
Clermont-Créans är en kommun i departementet Sarthe i regionen Pays de la Loire i nordvästra Frankrike. Kommunen ligger i kantonen La Flèche som tillhör arrondissementet La Flèche. År 2022 hade Clermont-Créans 1 276 invånare.

## Befolkningsutveckling
Antalet invånare i kommunen Clermont-Créans
| Referens: INSEE |